# Marcusenius cuangoanus
Marcusenius cuangoanus és una espècie de peix pertanyent a la família dels mormírids i a l'ordre dels osteoglossiformes.

## Etimologia
Marcusenius fa referència a l'alemany Johann Marcusen (el primer ictiòleg a estudiar els mormírids de forma sistemàtica), mentre que l'epítet cuangoanus al·ludeix al seu lloc d'origen: la conca del riu Cuango al seu pas per Angola.

## Descripció
Fa 11,4 cm de llargària màxima. Absència d'espines a les aletes dorsal i anal. 20 radis tous a l'aleta dorsal i 28 a l'anal. 53-55 escates a la línia lateral i 12-12 al voltant del peduncle caudal.

## Hàbitat i distribució geogràfica
És un peix d'aigua dolça, demersal i de clima tropical, el qual viu a Àfrica: és un endemisme del riu Cuango (conca mitjana del riu Congo) a Angola.

## Observacions
És inofensiu per als humans i el seu índex de vulnerabilitat és baix (11 de 100).